# Los peces rojos (película)
Los peces rojos es una película española de 1955 en blanco y negro, dirigida por José Antonio Nieves Conde, con guion de  Carlos Blanco y protagonizada por Arturo de Córdova y Emma Penella.
En 2003 se hizo un remake de la película, con el título Hotel Danubio, dirigido por Antonio Giménez-Rico y protagonizado por Santiago Ramos y Carmen Morales.

## Argumento
Hugo e Ivón son una pareja que llega a un hotel de Gijón, acompañados del hijo de Hugo, Carlos. Salen a ver el mar embravecido y poco después Ivón regresa pidiendo socorro porque el muchacho ha caído al mar. El cadáver no aparece, y el comisario que se hace cargo del caso sospecha que el hijo pudo haber sido asesinado por la pareja, para cobrar una gran herencia que le correspondía a Carlos. Pero el asunto se complica, porque nadie ha llegado a ver a Carlos.

## Reparto
- Arturo de Córdova ...  Hugo Pascal

- Emma Penella ...  Ivón

- Félix Dafauce ...  Don Jesús - comisario

- Pilar Soler ...  Magda

- Félix Acaso ...  Inspector

- Manuel de Juan ...  Conserje de hotel

- María de las Rivas ...  Tía Ángela

- Montserrat Blanch ...  Camarera #1

- Ángel Álvarez ...  Portero del teatro

- Luis Roses ...  Salvador Castro - abogado

- Julio Goróstegui ...  Señor Muro - editor

- Manuel Guitián ...  Amigo del portero

- Rafael Calvo Revilla ...  Guardia Civil

- Joaquín Bergía  ...  Guardia Civil

- Antonio Moreno ...  Regidor del teatro

- Carmen Pastor ...  Camarera #2

- Juan Cazalilla ... Agente de Policía

## Producción y rodaje
La película se rodó en Gijón y en Madrid.